# Nesiergus insulanus
Espèce
Statut de conservation UICN

 VU D2 : Vulnérable
Nesiergus insulanus est une espèce d'araignées mygalomorphes de la famille des Theraphosidae.

## Distribution
Cette espèce est endémique des Seychelles.

## Publication originale
- Simon, 1903 : Histoire naturelle des araignées. Paris, vol. 2, p. 669-1080 (texte intégral).